# 鬩ぎあう角質
『鬩ぎあう角質』（せめぎあうかくしつ）は、森田成一の1枚目のアルバムである。2012年2月15日に発売された。

## 概要
声優の森田成一による本人名義でのデビューアルバム。作詞・作曲は全て自身によるものであり、鼻唄で制作し、バックトラックに演奏を合わせ完成したとのこと。ジャケット写真には、森田本人ではなく、女性の写真が使用されている。

## 収録曲
1. OVERTURE / Album Concept [4:27]
2. LOVE SONG [2:44]
3. GUILTY 〜鐡道篇〜 [4:08]
4. 隙間の霊力 〜Ver. SD〜 [3:36]
5. PRIDE HOOK [4:40]
6. GO FOR IT,GO TO X. [6:31]
7. DESU。 [3:28]
8. 喫茶メルボルン [5:21]
9. くるくるくる [5:34]
10. 太陽系第70億分の1小天体 [5:29]

作詞・作曲：森田成一(#ALL)
編曲：津田直士(#2 - 6, 8 - 10)、Tony(#7)